# Catálogo de estrellas de Wolf-Rayet galácticas
El Catalog of Galactic Wolf-Rayet Stars (en español Catálogo de estrellas de Wolf-Rayet galácticas) es un catálogo estelar que contiene información sobre estrellas de Wolf Rayet de nuestra galaxia.
El catálogo contiene coordenadas, tipos espectrales y fotometría BV de estrellas de Wolf-Rayet conocidas.
La séptima versión data de 2001 y el censo de estrellas WR galácticas alcanza las 227 estrellas, entre las cuales están incluidas 127 estrellas WN, 87 estrellas WC, 10 estrellas WN/WC y 3 estrellas WO. Incluye 15 estrellas WNL y 11 estrellas WCL dentro de los 30 pársecs más cercanos al centro galáctico.
Asimismo, figura información sobre variabilidad, periodicidad, duplicidad, velocidades de viento terminal, correlación con cúmulos abiertos y asociaciones OB, así como correlación con regiones H II y nebulosas anulares.
Las entradas en el catálogo figuran como WR NNN, WR NNNa o WR NNNaa, siendo NNN un número del 1 al 160.

## Ejemplos de estrellas contenidas en el Catalog of Galactic Wolf-Rayet Stars
| Estrella | Nombre alternativo     | Constelación | Tipo espectral | Características destacables                                                                     |
| -------- | ---------------------- | ------------ | -------------- | ----------------------------------------------------------------------------------------------- |
| WR 7     | HD 56925               | Can Mayor    | WN4            | Estrella central de la nebulosa NGC 2359                                                        |
| WR 11    | Gamma2 Velorum (Regor) | Vela         | WCv            | La estrella de Wolf-Rayet más cercana al sistema solar. También la más brillante aparentemente. |
| WR 20a   | UBV M 40466            | Carina       | WN6h / WN6h    | Uno de los sistemas binarios más masivos que se conocen                                         |
| WR 43a   | A1                     | Carina       | WN6ha          | Masiva binaria espectroscópica eclipsante                                                       |
| WR 102ka |                        | Sagitario    | WN10           | Una de las estrellas más luminosas de la Vía Láctea                                             |
| WR 103   | V4072 Sagittarii       | Sagitario    | WC9            |                                                                                                 |
| WR 104   | V5097 Sagittarii       | Sagitario    | WCvar          | Estrella Espiral                                                                                |
| WR 124   | QR Sagittae            | Sagitta      | WN8            | Estrella central de la nebulosa M1-67                                                           |
| WR 136   | V1770 Cygni            | Cygnus       | WN6            | Estrella central de la nebulosa NGC 6888                                                        |
| WR 139   | V444 Cygni             | Cygnus       | WN5 / O6III-V  | Sistema binario masivo                                                                          |
| WR 140   | V1687 Cygni            | Cygnus       | WC7 / O5I      | Sistema binario masivo en el que se forma polvo interestelar (prototipo de su clase)            |
| WR 153   | GP Cephei              | Cefeo        | WN6            | Sistema cuádruple con dos binarias eclipsantes                                                  |